# カスチリアノの定理
カスチリアノの定理（カスチリアノのていり、英: Castigliano's theorem）は、構造力学、材料力学などで扱われる定理で、第1定理と第2定理からなる。たわみ（変形量）を求めたり不静定構造を解いたりするときによく使われる。カスティリアノの定理とも表記する。この定理は仮想仕事の原理を用いて証明される。
1873年にカルロ・アルベルト・カスティリャーノによって確立された。
日本では、東京帝国大学教授であった広井勇により初めて詳しく紹介された。

## カスチリアノの第1定理
ひずみエネルギー {\displaystyle U} を、変位 {\displaystyle \delta _{1},\delta _{2},\cdots ,\delta _{I}} の関数として表すとき、 {\displaystyle i} 点での外力 {\displaystyle P_{i}} は、
{\displaystyle P_{i}={\frac {\partial U}{\partial \delta _{i}}}}
で表される。これをカスチリアノの第1定理という。

## カスチリアノの第2定理
変位と外力とが線形関係にあることが保証される系では、ひずみエネルギー {\displaystyle U} を、外力 {\displaystyle P_{1},P_{2},\cdots ,P_{i}} の関数として表すとき、 {\displaystyle i} 点での変位 {\displaystyle \delta _{i}} は、
{\displaystyle \delta _{i}={\frac {\partial U}{\partial P_{i}}}}
で表される。これをカスチリアノの第2定理という。

## （参考）最小仕事の定理
また、不静定構造で、不静定力 ({\displaystyle X_{1},X_{2},\cdots ,X_{i}}) は、ひずみエネルギーが最小となるように働く。つまり、
{\displaystyle {\frac {\partial U}{\partial X_{i}}}=0}
と書ける。これを最小仕事の定理という。